# M/F Columbus
 Der er for få eller ingen kildehenvisninger i denne artikel, hvilket er et problem. Du kan hjælpe ved at angive troværdige kilder til de påstande, som fremføres i artiklen.

M/F Columbus, der sejler mellem Kulhuse og Sølager, indgår i fire-færge-rundturen som bilister, motorcyklister og cyklister kan klare på en dag. De tre andre overfarter er Hundested-Rørvig, Holbæk-Orø og Orø-Hammer Bakke.
Columbus er ejet af Frederikssund Kommune og sejler fra den 1. april til 30. september og skipper Jan Kjeldsen og papegøjen Pusser styrer færgen.
Færgen er bygget af stål i 1947 på Frederiksstad Mekaniske Værft med nybygningsnummer 334. Skibet blev døbt Vakre Maren og sejlede under norsk flag på Glommen indtil 1962, hvor skibet blev solgt til Danmark.
I 1962 blev Columbus ombygget og omflaget til sejladsen mellem Kulhuse og Sølager, dette skete på Nordhavnsværftet i København.
Omdøbningen til Columbus skete i Hundested og færgen er opkaldt efter skibsbygger Molich's gravhund.
I 2002 blev færgen købt af Flemming Skovbo, Fænø, hvor færgen sejlede mellem Fyn og Fænø indtil 2005, hvor Jægerspris Kommune købte færgen og genindsatte den på ruten mellem Kulhuse og Sølager.